# Краско, Алла Владимировна
Алла Владимировна Краско (урожд. Горская; 7 февраля 1949, Ленинград — 5 апреля 2022, Санкт-Петербург) — российский историк, генеалог.

## Биография
Родители происходят из крестьянских семей Псковской губернии. Отец - участник Великой Отечественной войны (стрелок-радист в авиационном полку).
В 1966 окончила с серебряной медалью среднюю школу № 12 в Пскове. В 1971 окончила исторический факультет ЛГУ. Работала в Ленинградском городском экскурсионном бюро, Музее театрального и музыкального искусства.
С 1993 — сотрудник Института генеалогических исследований РНБ. Участвовала в работе многих международных конгрессов генеалогов. Организатор международных семинаров и конференций, проводимых Институтом генеалогических исследований, в том числе «Шереметевских чтений», руководитель Школы практической генеалогии.
Член-учредитель (1991) и вице-президент Русского генеалогического общества (с 1991). Член-корреспондент Международной Академии Генеалогии (Франция).
Скончалась 5 апреля 2022 года.

## Основные труды
- Архитектурно-градостроительные экскурсии : (Из практики Ленингр. гор. бюро экскурсий). — М.. 1988. — 39 с. — В соавторстве с Г. А. Григорьевой.
- С. Д. Шереметев — русский историк и генеалог // Генеалогические исследования. — М., 1993. — С. 35—41.
- Граф Павел Сергеевич Шереметев как историк и генеалог // Культурное наследие российской эмиграции, 1917—1940. — М., 1994. — Кн. 1. — С. 459—467.
- Дома купцов Елисеевых. — СПб. : Белое и чёрное, 1997. — 158, [2] с. — (Дворцы и особняки Санкт-Петербурга). — 5000 экз.
- Фонтанный дом. — СПб. : Белое и чёрное, 1996. — 165 с. — 5000 экз. — В соавторстве с Б. М. Матвеевым.
- Графы Шереметевы // Дворянский календарь. — 1997. — Вып. 3. — С. 97—112.
- Елисеевы. — М. : ВИРД, 1998. — 51, [1] с. — 250 экз. — ISBN 5-89559-101-1 (ошибоч.) .
- Русское генеалогическое общество: сто лет назад и в наши дни // Вестник архивиста. — 2003. — № 4/5. — С. 191—202.
- Столичный «лорд-мэр» П. И. Лелянов (1850—1932) и его родственное окружение // Известия Русского генеалогического общества. — 2004. — Вып. 15. — С. 73—88.
- Три века городской усадьбы графов Шереметевых : люди и события. — М. : Центрполиграф ; СПб. : МиМ-Дельта, 2009. — 443, [1] с. — 2000 экз. — ISBN 978-5-9524-4363-1.
- Петербургское купечество : страницы семейных историй. — М. : Центрполиграф ; СПб. : МиМ-Дельта, 2010. — 414, [1] с. — 3000 экз. — ISBN 978-5-227-02298-1.
- Забытый герой войны 1812 года генерал-фельдмаршал П. Х. Витгенштейн. — М. : Центрполиграф, 2012. — 347, [1] с. — 2000 экз. — ISBN 978-5-227-03391-8.
- Школа практической генеалогии : методическое пособие для начинающих генеалогическое исследование. — СПб. : РНБ, 2013.— 16 с. — 500 экз. — ISBN 978-5-8192-0443-6.

2-е изд., испр. и доп. — 2015. — 183 с. — ISBN 978-5-8192-0443-6.
- Отель «Росси» : история одного петербургского дома. — СПб. : АВ-Студия, 2015. — 173, [1] с. — ISBN 978-5-905373-12-1.
- Российские Рейхели. — СПб. : Роза ветров, 2015. — 191 с. — ISBN 978-5-906634-13-9. — В соавторстве с Д. А. Михайловым.
- Санкт-петербургское купечество : Роды, возведенные в потомственное дворянское достоинство : Родословные росписи. — СПб., 2016—2018.

Вып. 1. — 2016. — 224 с. — Содерж.: Ольхины; Лесниковы; Кусовы; Молво; Меншиковы; Косиковские. — В соавторстве с Г. К. Ольхиной.
Вып. 2. — 2018. — 200 с. — Содерж.: Глазуновы; Котомины; Меншуткины; Палкины; Паские и Паские-Шараповы; Русановы.